# Базгалі
Базгалі (хорв. Bazgalji) — населений пункт у Хорватії, в Істрійській жупанії у складі громади Грачище.

## Населення
Населення за даними перепису 2011 року становило 245 осіб.
Динаміка чисельності населення поселення:

## Клімат
Середня річна температура становить 11,63 °C, середня максимальна – 25,76 °C, а середня мінімальна – -3,07 °C. Середня річна кількість опадів – 1084 мм.
| Клімат поселення                              | Клімат поселення | Клімат поселення | Клімат поселення | Клімат поселення | Клімат поселення | Клімат поселення | Клімат поселення | Клімат поселення | Клімат поселення | Клімат поселення | Клімат поселення | Клімат поселення | Клімат поселення |
| Показник                                      | Січ.             | Лют.             | Бер.             | Квіт.            | Трав.            | Черв.            | Лип.             | Серп.            | Вер.             | Жовт.            | Лист.            | Груд.            |                  |
| Середній максимум, °C                         | 9,06             | 9,72             | 12,27            | 16,45            | 21,02            | 25,22            | 25,76            | 25,11            | 20,27            | 15,82            | 10,84            | 8,16             |                  |
| Середня температура, °C                       | 3,00             | 3,65             | 6,21             | 10,38            | 14,96            | 19,15            | 21,81            | 21,16            | 16,32            | 11,87            | 6,90             | 4,22             |                  |
| Середній мінімум, °C                          | −3,07            | −2,42            | 0,15             | 4,32             | 8,88             | 13,08            | 17,86            | 17,20            | 12,38            | 7,92             | 2,96             | 0,26             |                  |
| Норма опадів, мм                              | 80               | 66               | 80               | 90               | 78               | 91               | 66               | 91               | 95               | 117              | 129              | 101              |                  |
| Середньомісячна швидкість вітру, м/с          | 2.19             | 2.46             | 2.64             | 2.60             | 2.35             | 2.25             | 2.19             | 2.15             | 2.16             | 2.35             | 2.45             | 2.38             |                  |
| Середньомісячна сонячна радіація, кДж/м²·день | 4550             | 7470             | 10693            | 15021            | 19261            | 20827            | 21784            | 18781            | 14036            | 9105             | 4970             | 3849             |                  |
| --------------------------------------------- | ---------------- | ---------------- | ---------------- | ---------------- | ---------------- | ---------------- | ---------------- | ---------------- | ---------------- | ---------------- | ---------------- | ---------------- | ---------------- |
| Джерело:                                      |                  |                  |                  |                  |                  |                  |                  |                  |                  |                  |                  |                  |                  |